# Terra Alta, Brasilien
Terra Alta är en kommun i Brasilien.   Den ligger i delstaten Pará, i den nordöstra delen av landet, 1 600 km norr om huvudstaden Brasília. Antalet invånare är 10 254.
I omgivningarna runt Terra Alta växer huvudsakligen savannskog. Runt Terra Alta är det ganska glesbefolkat, med 28 invånare per kvadratkilometer.